# سودة بايزيد قاتشار
سودة بايزيد قاتشار (بالتركية: Sevde Bayazıt Kaçar)‏, (ولدت: 2 مارس 1974, في قهرمان مرعش, تركيا) سياسية تركية. ونائب سابق في البرلمان التركي لأكثر من دورة ممثلة عن حزب العدالة والتنمية.